# Brańsk (plaats)
Brańsk is een stad in het Poolse woiwodschap Podlachië, gelegen in de powiat Bielski. De oppervlakte bedraagt 32,43 km², het inwonertal 3844 (2005).